# أمينة القفاص
أمينة القفاص (1 ديسمبر 1954 -)، ممثلة بحرينية. بدأت حياتها الفنية في الكويت بمشاركتها في مسرحية «براكسا» ثم توالت أعمالها من بعده وبالغالب أدوارها مساعدة خصوصًا بدور الأم.

## من أعمالها

### المسلسلات
- فهد العسكر الرحلة والرحيل. وايضا مثلت في مسلسل سوالف طفاش الجزء الاول والثاني والثالث
- حياتنا.
- السيف المفقود.
- طيور على الماء.
- درس خصوصي.
- مثلث الحب.
- آن الأوان.
- الحضارة العربية الإسلامية.
- العقاب.
- أفتح يا وطني أبوابك.
- أيام الصبر.
- سعدون.
- طاش ما طاش - عدة اجزاء.
- أحلام رمادية.
- أجيالك يا وطني.
- عويشة.
- أبو العصافير.
- هدوء وعواصف.
- القادم الغريب.
- قتالة شجعان.
- ملامح بشر.
- حارتنا حلوة.
- كلنا عيال قرية.
- سوالف طفاش .
- توين فيلا.
- ومضة فنار.
- يا تصيب يا تخيب.
- أكون أو لا.
- نظر عيني.
- أهل الدار.
- انتقام عزيز.
- شد بلد.
- شرباكة.
- سناب شاف.
- من أجلها.
- العاصوف.
- سموم: المعزب 2.
- سدرة.

## روابط خارجية
- أمينة القفاص على موقع قاعدة بيانات الأفلام العربية